# .pk
 ‎.pk‏ دامنه اینترنتی اختصاص داده شده به کشور پاکستان است.